# Hartmut Skerbisch
Hartmut Skerbisch (Ramsau am Dachstein, 1945 - Kalsdorf bei Ilz, 3 avril 2009) est un sculpteur autrichien, également artiste conceptuel et auteur d'installations. 

## Vie et œuvre
Skerbisch a étudié l'architecture à l'Université technique de Graz. En 1969, en collaboration avec Horst Gerhald Habel, il crée l'œuvre conceptuelle Putting Allspace in a Notshall, inspirée d'une citation de Finnigans Wake de l'écrivain irlandais James Joyce. Skerbisch travaille avec des éléments lumineux, vidéo et sculpturaux. 
Il vit ses dernières années au Schloss Kalsdorf à Kalsdorf bei Ilz. Il y décède en 2009 après une longue maladie.

## Œuvres dans l'espace public
- Brunnen, Südtirolerplatz à Graz
- Lichtschwert (1992/94), au Grazer Oper à l'Opernring de Graz
- Solarbaum (1998) à Gleisdorf
- 3D Fraktal 03 / H / dd (2003) dans le parc de sculptures Österreichischer Skulpturenpark à Unterpremstätten
- Gartenlabyrinth (2004/07)[1] dans le Dr. Schlossar Park à Graz
- Sphäre (2005) , Schloss Kalsdorf

## Galerie

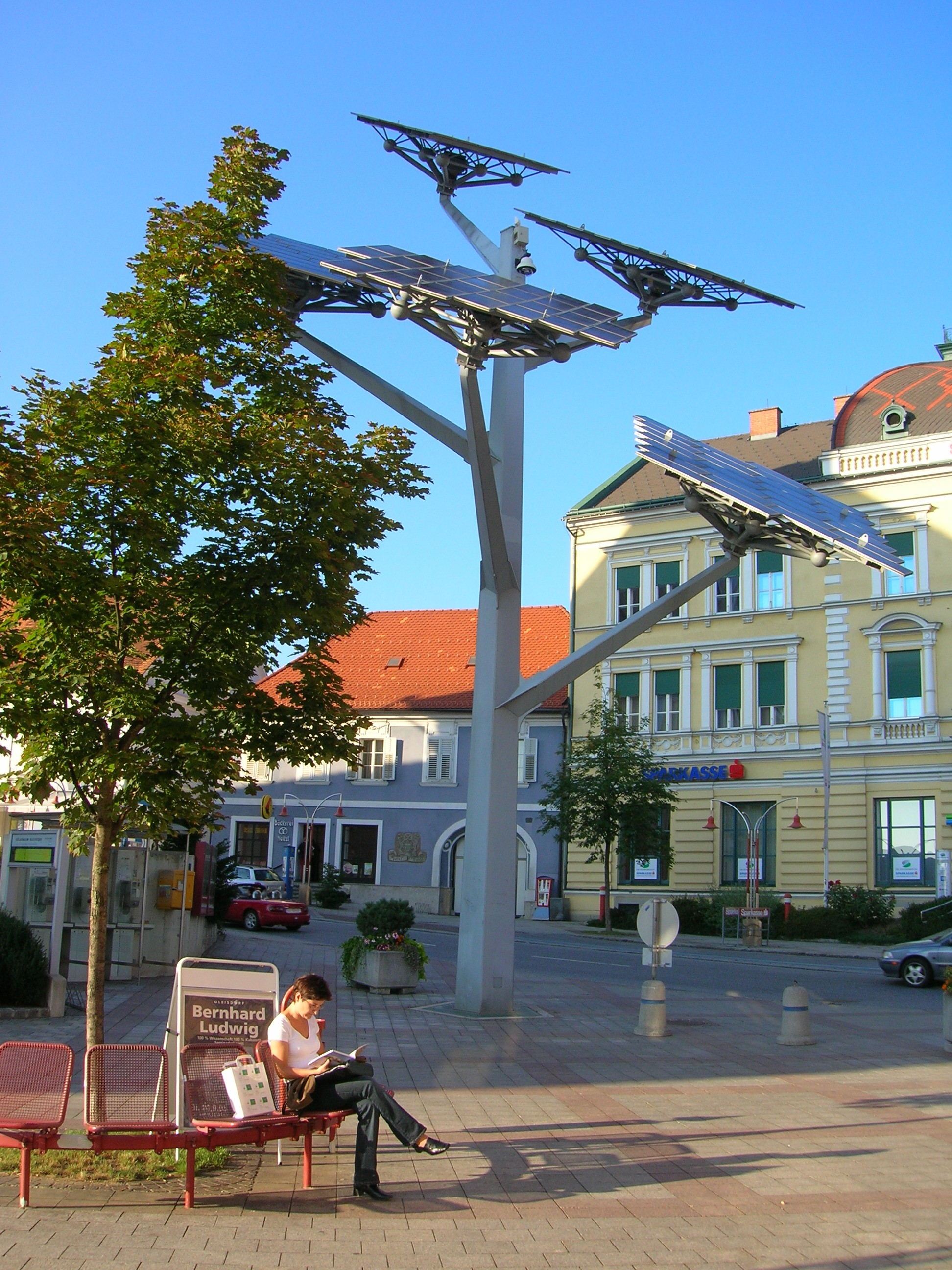
Solarbaum à Gleisdorf
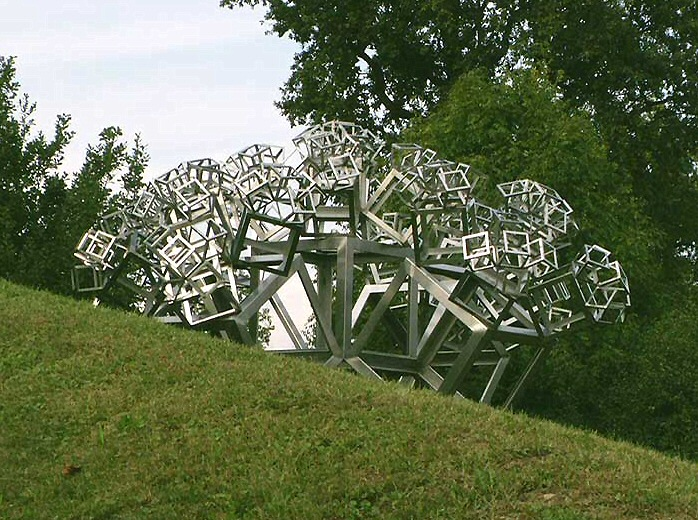
3D Fraktal 03 / H / dd
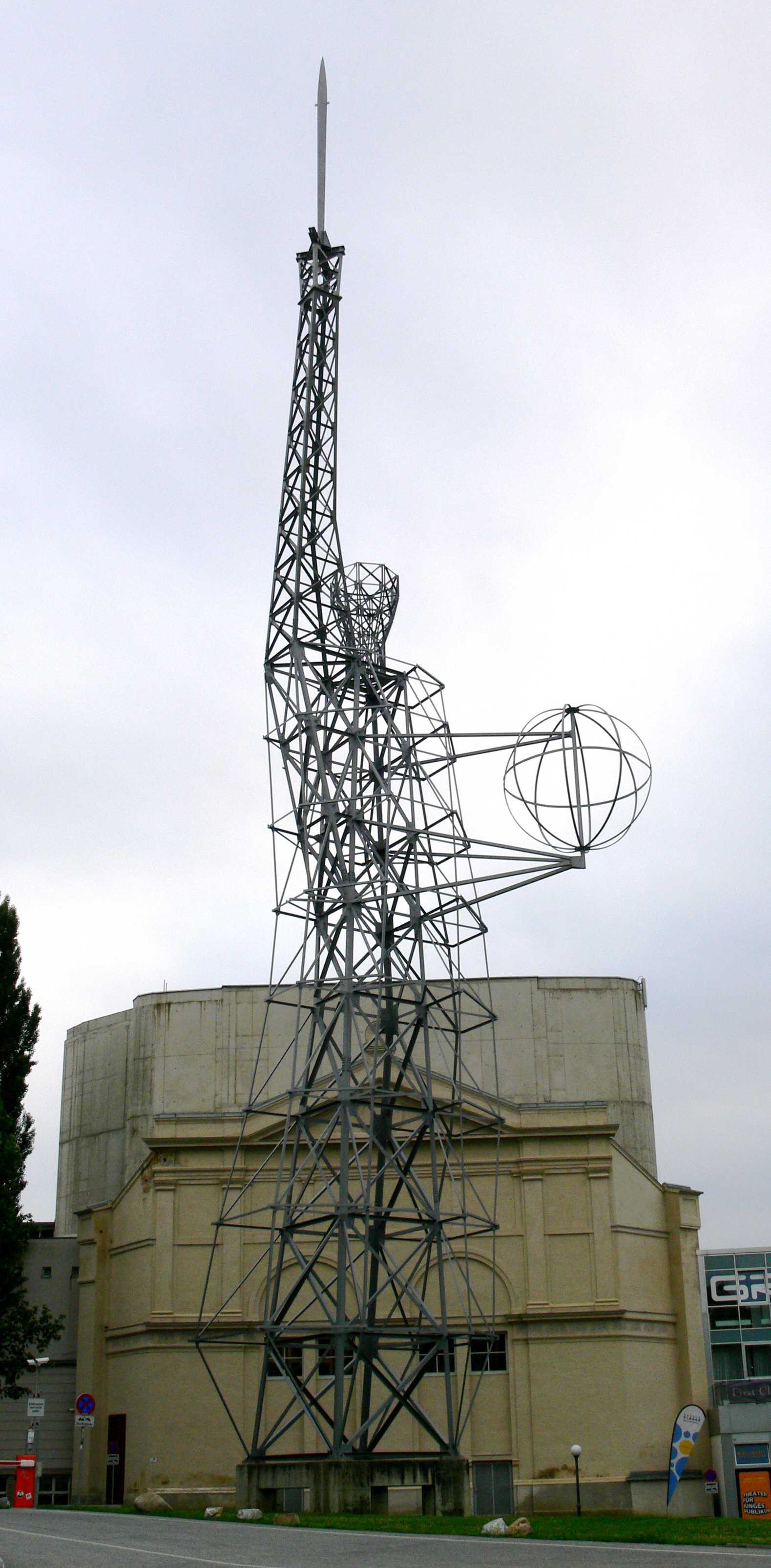
Lichtschwert à Graz, inspiré par la statue de la Liberté, et qui a donné son nom au théâtre pour la jeunesse juste à côté, le Next Liberty